# ATLUS presents めぐみゅうの神楽坂ハッピーチューナー
ATLUS presents めぐみゅうの神楽坂ハッピーチューナー（あとらすぷれぜんつ めぐみゅうのかぐらざかはっぴーちゅうなー）は2004年3月31日-2005年3月23日に放送されたラジオ番組。パーソナリティーは豊口めぐみと松来未祐。提供はアトラスで同社のゲームの紹介やパーソナリティーによるトークがオンエアされていた。

## 放送時間
- 文化放送 水曜 25:30 - 26:00
- ラジオ大阪 木曜 24:30 - 25:00
- BSQR489 金曜 21:00 - 21:30

## ゲスト
- 岩佐真悠子 - 2004年7月14日
- 今井秋芳 - 2004年8月18日、8月25日
- 喜多村英梨 - 2004年9月9日、9月8日
- 小野坂昌也 - 2004年11月17日
- 牧島有希 - 2005年3月2日、3月9日

## コーナー
- おまえの合体技を見せてみろ! - 2つの食べ物を合体させて、それを試食するコーナー。
- アドバイスルーレット女神or悪魔NEO - お悩み相談コーナーであるが、2人のパーソナリティーが悪魔か女神か決めてから、リスナーの悩みに答えるコーナー。女神は女神らしく、優しく親切にアドバイスするが、悪魔は恐ろしいくらい厳しくアドバイスする。松来は悪魔になりきれず、苦戦していた。
- 豊松チューナー - パーソナリティー2人をハガキやメールに書いてある指示通りに遠隔操作するコーナー。豊口が松来宛ての指示を、松来が豊口宛ての指示を「豊松BOX」という箱から選ぶ。このコーナーで松来はビンタやしっぺ、デコピンなど色々と痛い目に遭っていた。